# Серебрянка (Краснодарский край)
Серебрянка — хутор в Кущёвском районе Краснодарского края (раньше назывался хутор Серебрянский).
Входит в состав Полтавченского сельского поселения.

## География
Расположен в при балке Россошь (приток реки Большой Эльбузд ).

### Улицы
- ул. Кубанская

## Население
| 2002 | 2010 |
| ---- | ---- |
| 142  | ↘103 |